# Parti du centre (îles Féroé)
Le Parti du centre (en féroïen Miðflokkurin) est un parti politique conservateur et démocrate-chrétien des îles Féroé.
Lors des élections de 2008, le parti obtient 8,4 % des voix et 3 des 33 députés puis lors des élections suivantes en 2011, le parti perd un siège alors qu'il avait obtenu 6,2 % des voix.
Depuis 2001, son chef de file est Jenis av Rana.

## Membres
Jenis av Rana et Bill Justinussen sont les deux députés au Parlement féroïen. Karsten Hansen a été ministre de la Santé dans le gouvernement Kaj Leo Johannesen II.

## Liste des présidents

### Président du parti
- Álvur Kirke : 1992-1994
- Jenis av Rana : 1994-1997
- Bill Justinussen : 1997-1999
- Álvur Kirke : 1999-2001
- Jenis av Rana : Depuis 2001

### Président au parlement
- Tordur Niclasen : 1992-1998
- Jenis av Rana : Depuis 1998

## Résultats électoraux

### Élections au Løgting
| Année | %   | Sièges | Gouvernement                                         |
| ----- | --- | ------ | ---------------------------------------------------- |
| 1994  | 5,2 | 2 / 32 | Opposition                                           |
| 1998  | 4,1 | 1 / 32 | Opposition                                           |
| 2002  | 4,2 | 1 / 32 | Anfinn Kallsberg II                                  |
| 2004  | 5,2 | 2 / 32 | Opposition                                           |
| 2008  | 8,4 | 3 / 33 | Jóannes Eidesgaard II (2008), opposition (2008-2011) |
| 2011  | 6,2 | 2 / 33 | Kaj Leo Johannesen II                                |
| 2015  | 5,7 | 2 / 33 | Opposition                                           |
| 2019  | 5,4 | 2 / 33 | Bárður á Steig Nielsen                               |
| 2022  | 6,5 | 2 / 33 |                                                      |

### Élections au Parlement du Danemark
| Année | %   | Sièges |
| ----- | --- | ------ |
| 2001  | 2,2 | 0 / 2  |
| 2005  | 3,3 | 0 / 2  |
| 2007  | 6,8 | 0 / 2  |
| 2011  | 4,2 | 0 / 2  |
| 2015  | 2,6 | 0 / 2  |